# 소해금

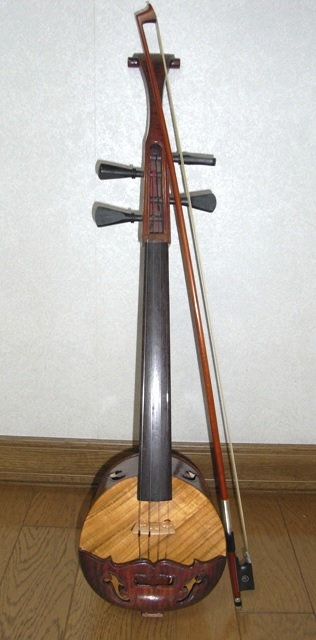
소해금(小奚琴)

소해금(小奚琴)은 한반도에 전해온 해금을 1960년대 조선민주주의인민공화국에서 현대적으로 개량한 현악기이며, 조선민주주의인민공화국국보로 지정되어 있다.

## 특징
소해금의 모습은 박성진 (연주가)의 인터뷰에 의하면 여성을 연상하게끔 만들어졌다고 한다.또한 기존 2줄의 해금에 비해 개량된 악기인 소해금은 개량을 통해 현이 4줄로 늘었다.
또한, 줄감개가 전면에 2개 꽂혀있는 해금과는 달리 소해금의 줄감개는 좌우에 2개씩 꽂혀있다.
소해금은 해금이 가지고 있는 전통적인 소리와 바이올린이 가진 현대적인 소리를 동시에 가지고 있는 악기이다. 따라서 북한의 합창 및 성악이나 클래식 및 배합관현악(엄밀히 따지자면 전면 배합관현악) 연주시에도 많이 사용되는데,국내 유일의 소해금 연주자인 박성진 씨의 인터뷰에 따르면 소해금은 바이올린 옆에 앉아서 음을 맞추어 본후에 같은 악보를 보면서 연주하기 때문에 서양악기와도 융합이 잘맞고 소리가 조화롭게 표현이 된다고 한다.

## 조현 및 연주법
소해금은 조현도 바이올린과 유사하게 완전5도 간격(g-d'-a'-e")으로 하며 실제 연주되는 소리(실음)는 기보음보다 장2도 낮고, 이 때문에 서양식 기준으로 하면 Bb조 악기로 분류된다..
기존에 활을 안쪽으로 넣고 마찰로 소리를 매는 해금에 비해 소해금은 연주시에 바이올린처럼 현 위에 놓고 연주한다.
연주 자세도 종래의 해금은 마룻바닥에 걸터앉는 것에서 개량된 소해금은 의자에 앉아 연주하는 것으로 바뀌었고, )-( 모양의 다리받침대 위에 악기를 올려놓고 연주한다. 이 때문에 소해금과 중해금 연주자들은 긴 바지나 긴 치마만 입을 수 있다. 마치 첼로를 축소시켜서 연주하는 모양새로, 바이올린이나 비올라처럼 턱에 받치고 연주하는 것과는 차이가 난다.
소해금, 중해금, 대해금, 저해금 네 종류 모두 4현에 지판이 있고 활이 독립된 형태로 개량되었기 때문에 바이올린족 악기들의 연주법 거의 모두를 그대로 사용할 수 있다.

## 국내 발매
국내에도 들어와 있지만 구경하기가 매우 어려운데, 경기도 파주시에 있는 세계악기박물관에서 실물을 관람할 수 있다. 재일교포 연주자는 재일교포 하명수＆윤혜경씨가 있고, 한국에서는 북한이탈주민인 박성진 & 방달화 & 최리나 세 사람이 한국의 소해금 연주자로 활동하고 있다.

## 연주동영상
윤혜경
1.Csárdás

2.도라지
하명수
1.Csárdás

2.바다

3.정열대륙
박성진

1.드라마 동이에 사용된 곡 부용화

2.북한 노래 바다의 노래

3.경상도 민요 옹헤야-경희 사이버대학교 경사인의밤에서 연주된 곡.

## 관련 음반
- 박성진 소해금 명곡집

현재 이 음반은 국내에서 유일한 소해금 연주자인 박성진씨의 첫 번째 소해금 연주 앨범이다. 서양 명곡들을 가지고 연주 및 녹음을 하여 발매한 첫 번째 앨범이자 음반이다. 수록곡들을 보면 다음과 같다.
Disc. 1
1. Nella Fantasia 넬라 판타지아(남자의자격 합창곡)
2. On Wings Of Song 노래의 날개 위에
3. Habanera 하바네라
4. Liebesfreud 사랑의 기쁨
5. Meditation From Thais 타이스의 명상곡
6. Solveig's Song 솔베이지의 노래
7. The Silvery Waves 은파
8. Piano Sonata 'Pathetique' 2nd 비창 2악장
9. Traumerei 트로이메라이
10. Humoresque 유모레스크
11. 'Martha' Mappari Tutt'amor오페라(마르타)중 꿈과 같이
12. Canon 캐논
13. Minuet G Major 미뉴엣 G장조
14. Étude Op.10-3 연습곡중 '이별의곡'
15. Wiegenlied 자장가

Disc. 2
1. Donau Wellen Walzer 다뉴브강의 잔물결
2. Largo 라르고
3. Fur Elise 엘리제를 위하여
4. Csikos Post 크시코스의 우편마차
5. Symphony No.9 'New World' 2nd 신세계 교향곡 2악장
6. Serenade 세레나데
7. The Swan 백조
8. Fantasie Imprompuu 즉흥 환상곡
9. Hungarian Dance No.5 헝가리 무곡 제5번
10. Die Forelle 숭어
11. Spring Song 봄노래
12. Gavotte 가보트
13. Heiden-Roslein 들장미
14. The Merry Farmer 즐거운 농부
15. Air On The G String G 선상의 아리아

## 같이 보기
- 북한의 개량악기